# Latvijsko narodno kazalište
Latvijsko narodno kazalište (latvijski:  Latvijas Nacionālais teātris) je narodno kazalište Latvije u Rigi.
Zgrada kazališta se gradila od 1899. do 1902. godine prema nacrtima latvijskog arhitekta Augustsa Reinbergsa. Izgrađena je u stilu histriocizma, te je po starosti drugo najstarije kazalište u Latviji. Starije je jedino Kazalište "Ādolfs Alunāns" u Jelgavi, koje je osnovano 1896. godine. Tijekom Prvog svjetsko kazališta zgrada kazališta je bila zatvorena, a djelovanje kazališta zabranjeno. No, upravo je u zgradi kazališta 18. studenog 1918. proglašena latvijska neovisnost.
Institucija kazališta ponovno je obnovljena godinu dana nakon proglašenja neovisnosti, 30. studenog 1919. godine. Program svečanog otvorenja vodio je Jānis Akurāters, latvijski književnik, glumac i političar, a na otvorenju su nazočili ministar obrazovanja i ministar kulture. U vrijeme komunističkog režima u Latviji, kazalište je bilo strogo kontrolirano s ograničenim repertuarom.
Trenutni ravnatelj kazališta je Ojārs Rubenis, a umjetnički voditelj ansambla Edmunds Freibergs.

## Vanjske povznice
- (let.) Službene stranice kazališta  Arhivirana inačica izvorne stranice od 2. svibnja 2015. (Wayback Machine)